# 존 본 조비
존 프랜시스 본지오비 주니어(영어: John Francis Bongiovi, Jr., 1962년 3월 2일 ~ )는 미국의 싱어송라이터, 프로듀서, 배우로 록 밴드 본 조비의 프론트맨이다.